# Som Maresme Futbol Club
El Som Maresme FC, conegut anteriorment com a Unió Esportiva Llagostera, Unió Esportiva Costa Brava i Club de Futbol Badalona Futur és un club de futbol català, que ha jugat com a local a les ciutats de Badalona, Vic i Premià de Dalt.
El club té el seu origen en la Unió Esportiva Llagostera, que havia nascut el 13 de novembre de 1947. El Llagostera passà la major part de la seva història en les categories inferiors del futbol català. Va ascendir per primera vegada a la Tercera Divisió la temporada 2009-10. En la seva segona temporada a la categoria assolí l'ascens en derrotar el CCD Cerceda 3-0 en l'agregat en l'eliminatòria de promoció.
El 2011-12, la seva primera temporada a Segona Divisió B, el Llagostera va acabar només a un punt dels play-offs, en canvi es va classificar per a la Copa del Rei de la temporada següent, on va arribar a 16ens de final abans d'una derrota per 5-1 en el global davant del gegant València CF. L'equip va ascendir a les lligues professionals per primera vegada el 2014 amb una remuntada global per 3-2 davant el Real Avilés i superant el Gimnàstic de Tarragona després de la pròrroga de l'última ronda dels playoffs.
Com l'estadi del Llagostera no complia els criteris de la LFP per als partits a casa, el Llagostera va tenir com a estadi del 2014 al 2017 l'Estadi Municipal de Palamós - Costa Brava, a 30 km de Llagostera, que té capacitat per a 3.724 espectadors. El club es va mantenir en la seva primera temporada a Segona Divisió, arribant a quatre punts d'una plaça de play-off. Va descendir de nou al tercer nivell al cap de dues temporades.
El 30 de juny de 2017, el club va anunciar que tornaria a l'Estadi Municipal de Llagostera. Un any després, el Llagostera descendiria a Tercera Divisió, però es va recuperar immediatament ascendint de nou el juny de 2019. L'any 2020 el Llagostera es proclamà campió de la Copa Federació. El 31 de juliol de 2021, el club va anunciar el canvi de nom a Unió Esportiva Costa Brava, traslladant-se a la ciutat de Palamós i canviant el logotip del club.
L'any 2022 canvià el nom i es convertí en Club de Futbol Badalona Futur, passant a jugar a l'Estadi Municipal de Badalona amb d'intenció de ser absorbit pel CF Badalona, quan el Badalona va descendir a Tercera Federació. La fusió no acabà realitzant-se i el club, propietat de Toni Freixa, passà a jugar a l'estadi Hipòlit Planàs de Vic.
La previsió per la temporada 2024-25 era que el club fos venut a un grup d'inversors de Lleida i adoptés el nom d'Atlètic Lleida, però finalment la transacció no es realitzà i el club disputà aquesta temporada amb el mateix nou i jugant com a local a l'estadi Municipal de Premià de Dalt.
La temporada 2025-26, el club segueix disputant els partits com a local a Premià i canvia la denominació per Som Maresme FC.

## Temporades
| Temporada | Nivell | Divisió | Posició | Copa del Rei |
| --------- | ------ | ------- | ------- | ------------ |
| 2022-23   | 4      | 2a Fed. | 8è      |              |
| 2023-24   | 4      | 2a Fed. |         | 1a ronda     |

## Evolució de l'uniforme
| 2022-23 | 2023-24 | 2024-25 |